# Bruinbuiklijster
De bruinbuiklijster (Turdus fulviventris) is een zangvogel uit de familie lijsters (Turdidae).

## Verspreiding en leefgebied
Deze soort komt voor in Colombia, Ecuador, Peru en Venezuela.